# ريد هويل
ريد هويل (بالإنجليزية: Red Howell)‏ هو لاعب كرة قاعدة أمريكي، ولد في 29 يناير 1909 في أتلانتا في الولايات المتحدة، وتوفي في 1 أكتوبر 1950 في ترافلرز ريست في الولايات المتحدة.

## وصلات خارجية
- ريد هويل على موقعبيزبول رفرنس.كوم (الدوري الرئيسي) (الإنجليزية)